# Diatenes igneipicta
Diatenes igneipicta là một loài bướm đêm trong họ Noctuidae.